# 1937 en cyclisme
| Années du cyclisme : 1934 - 1935 - 1936 - 1937 - 1938 - 1939 - 1940    |
| Décennies du cyclisme : 1900 - 1910 - 1920 - 1930 - 1940 - 1950 - 1960 |

Les faits marquants de l'année 1937 en cyclisme

## Par mois

### Février
21 février : l'Italien Giuseppe Martano gagne le Grand Prix de Cannes.

### Mars
- 7 mars : l'Italien Giuseppe Martano gagne Milan-Turin.
- 14 mars : le Français Roger Lapèbie gagne Paris-Nice.
- 14 mars : le Belge Alfons Schepers gagne le Tour du Limbourg.
- 19 mars : Cesare Del Cancia gagne Milan-San Remo.
- 21 mars : le Belge Michel D'Hooge gagne le Tour des Flandres.
- 21 mars : les Français Roger Lapébie et René Le Greves sont classés Vainqueurs ex Aequo du Critérium national de la route. Les deux hommes par amitié arrivent main dans la main guidon contre guidon les roues sur la même ligne.
- 28 mars : Jules Rossi remporte Paris-Roubaix. Il est le premier vainqueur italien de cette course.
- 29 mars : le Français Henri Puppo gagne le Grand Prix de Fréjus.

### Avril
4 avril : le Belge Albert Beckaert gagne Paris-Bruxelles.
4 avril : l'Italien Aldo Bini gagne Milan-Modène pour la deuxième année d'affilée.
10 avril : le Belge Eloi Meulenberg gagne Liège-Bastogne-Liège.
11 avril : l'Italien Olimpio Bizzi gagne les Trois vallées varésines.
18 avril : le Français Louis Thietard gagne la Polymultipliée.
22 avril : l'Italien Olimpio Bizzi gagne le Tour de Toscane.
24 avril : le Belge Karel Tersago gagne le Circuit des Régions Flamandes.
25 avril : comme l'an dernier le Belge Gustave Danneels gagne Paris-Tours. C'est sa troisième victoire en tout.

### Mai
- 1er mai : le Belge Karel Kaers gagne le Grand Prix Hoboken pour la deuxième fois.
- 2 mai : le Belge Adolf Braeckeveldt gagne la Flèche wallonne.
- 5 mai : le Suisse Léo Amberg gagne le Championnat de Zurich.
- 8 mai : départ du Tour d'Italie.
- 13 mai : le Belge Robert Van Eenaeme gagne Gand-Wevelgem pour la deuxième fois.
- 17 mai : le Belge Adolf Braeckeveldt gagne le Tour de Belgique.
- 17 mai : le Français Gaston Grimbert gagne le Tour de l'Oise.
- 26 mai : le Luxembourgeois Mathias Clemens gagne le Tour de Luxembourg pour la troisième année d'affilée.
- 30 mai : Gino Bartali gagne le Tour d'Italie pour la deuxième année d'affilée.
- 30 mai : le Belge Joseph Somers gagne Bordeaux-Paris.

### Juin
- 12 juin : le Néerlandais Johan Braspennincx devient champion des Pays-Bas sur route.
- 13 juin : le Luxembourgeois Pierre Clemens devient champion du Luxembourg sur route.
- 13 juin : le Suisse Léo Amberg devient champion de Suisse sur route.
- 13 juin : le Belge Karel Kaers devient champion de Belgique sur route.
- 13 juin : le Français Georges Speicher redevient champion de France sur route.
- 20 juin : l'Allemand Otto Weckerling gagne le Tour d'Allemagne.
- 20 juin : le Belge Karel Tersago gagne le Grand Prix de Wallonie.
- 21 juin : le Britannique Jack Fancourt gagne le Manx Trophy.
- 21 juin : le Français Guillaume Chavaz gagne le Tour du Doubs.
- 27 juin : l'Italien Cesare Del Cancia gagne le Tour d'Émilie.
- 27 juin : le Français Antoine Arnaldi gagne le Grand Prix d'Antibes.
- 30 juin : départ du Tour de France, Le dérailleur fait son apparition sur les vélos fournis par l'organisation. Les Italiens sont de retour dans la course et l'un d'eux suscite l'attention des suiveurs, c'est Gino Bartali déjà double vainqueur du Tour d'Italie, favori logique de l'épreuve. Le Luxembourgeois Jean Majerus gagne en solitaire la 1re étape du Tour de France Paris-Lille, 2eme le Luxembourgeois Arsène Mersch à 57 secondes, 3eme le Belge Adolf Braeckeveldt même temps. le peloton est scindé en plusieurs groupes Bartali 17eme et le Belge Sylvère Maes 22eme sont à 2 minutes 50 secondes. Le Belge Félicien Vervaecke prend un mauvais départ terminant 27eme à 9 minute 7 secondes. Au classement général Majerus prend le maillot jaune, avec les bonifications, 2eme Mersch à 2 minutes 39 secondes, 3eme Braeckeveldt à 3 minutes 24 secondes.

### Juillet
- 1er juillet : le Français Maurice Archambaud gagne, au sprint devant son compagnon d'échappée, la 2eme étape du Tour de France Lille-Charleville, 2e son compatriote Robert Godart, 3e le Belge Adolf Braeckeveldt à 1 minute 7 secondes, 4e le Belge Gustaaf Deloor, 5eme le Belge Marcel Kint tous même temps. Le Belge Albert Hendrick 6eme à 1 minute 31 secondes remporte le sprint du peloton où se trouvent tous les favoris. Au classement général, 1er le Luxembourgeois Jean Majerus, 2e le Français Maurice Archambaud à 1 minute 49 secondes, 3e le Luxembourgeois Arsène Mersch à 2 minutes 39 secondes.
- 2 juillet l'Italien Walter Generati gagne, au sprint devant ses compagnons d'échappée, la 3eme étape du Tour de France Charleville-Metz, 2eme le Français Jean Fréchaut, 3eme le Belge Marcel Kint  tous même temps, le peloton est disloqué et le Belge Gustave Danneels 12eme à 6 minutes 5 secondes remporte le sprint du peloton où se trouvent tous les favoris sauf à 7 minutes 50 secondes les Luxembourgeois Jean Majerus 56eme  et Arsène Mersch 27eme. Au classement général, Kint prend le maillot jaune, 2eme Majerus à 2 minutes 50 secondes, 3eme le Français Maurice Archambaud à 2 minutes 54 secondes.
- 3 juillet : l'Allemand Erich Bautz gagne en solitaire la 4eme étape du Tour de France Metz-Belfort qui emprunte le Ballon d'Alsace, 2eme l'Italien Gino Bartali à 3 minutes 45 secondes, 3eme le Suisse Léo Amberg à 4 minutes 29 secondes, 4eme le Français Maurice Archambaud même temps. Le Belge Sylvère Maes est 15eme à 6 minutes 35 secondes. Bautz est parti bien avant l'ascension du Ballon d'Alsace, il a résisté au retour de Bartali qui dans l'ascension a lâché facilement les autres favoris. Au classement général Bautz prend le maillot jaune, 2eme Archambaud à 6 minutes 22 secondes, 3eme Bartali à 10 minutes 6 secondes.
- 4 juillet : le Français Henri Puppo gagne la 1re demi-étape de la 5eme étape du Tour de France Belfort-Lons le Saunier, 2eme l'Espagnol Julian Berrendero même temps, 3eme l'Italien Jules Rossi à 40 secondes. Suivent d'autres hommes intercalés et le Belge Gustave Danneels 10eme à 1 minute 46 secondes remporte le sprint du peloton. Pas de changement en tête du classement général.
- La 2e demi-étape contre la montre par équipe Lons le Saunier-Champagnole est remportée par le Belge Sylvère Maes 1er Belge sur la ligne d'arrivée puisque l'équipe de Belgique devance de 30 secondes la France 2eme et de 37 secondes l'Italie 3eme. Au classement général l'Allemand Erich Bautz reste maillot jaune, 2eme le Français Maurice Archambaud à 5 minutes 57 secondes, 3eme l'Italien Gino Bartali à 9 minutes 38 secondes.
- La 3e demi-étape Champagnole-Genève qui emprunte le col des Rousses est remportée par le Suisse Léo Amberg, 2eme le Suisse Robert Zimmermann même temps, 3eme le Français Georges Speicher à 2 minutes 24 secondes, 4eme l'Allemand Erich Bautz même temps. Le Français Maurice Archambaud 14eme et l'Italien Gino Bartali 18eme arrivent dans un groupe à 4 minutes 39 secondes. Au classement général 1er Bautz, 2eme Archambaud à 8 minutes 12 secondes, 3eme Bartali à 11 minutes 53 secondes. Il y a repos le 5 juillet.
- 6 juillet : le Belge Gustave Deloor gagne au sprint la 6eme étape du Tour de France Genève-Aix les Bains qui emprunte les cols des Aravis et du Tamié, 2eme le Français Sylvain Marcaillou, 3eme le Français Marcel Laurent puis le groupe des favoris tous même temps, sauf le Français Maurice Archambaud (30eme pour les uns, 37eme pour les autres ou 40eme suivant les palmarès) à 7 minutes 34 (tous les palmarès concordent sur ce pont). Au classement général : 1er l'Allemand Erich Bautz, 2eme l'Italien Gino Bartali à 11 minutes 53 secondes, 3eme le Suisse Léo Amberg à 10 minutes 27 secondes.
- 7 juillet : l'Italien Gino Bartali gagne en solitaire la 7eme étape du Tour de France Aix les Bains-Grenoble qui emprunte les cols du Télégraphe et du Galibier, 2eme l'Italien Francesco Camusso à 1 minute 53 secondes, 3eme le Français Roger Lapébie à 2 minutes 38 secondes, 8eme le Belge Eddy Vissers même temps, 14eme le Belge Sylvère Maes à 7 minutes 17 secondes, 24eme le Suisse Léo Amberg à 10 minutes 21 secondes, 37eme l'Allemand Erich Bautz à 17 minutes 21 secondes. Au classement général Bartali prend le maillot jaune, 2eme Vissers à 9 minutes 18 secondes, 3eme Bautz à 9 minutes 55 secondes.
- 8 juillet : l'Allemand Otto Weckerling gagne détaché la 8eme étape du tour de France Grenoble-Briançon qui emprunte la côte de Laffrey et le col Bayard, 2eme le Suisse Léo Amberg à 29 secondes, 3eme l'Italien Mario Vicini, 4eme le Belge Adolf Braeckeveldt, 5eme le Belge Sylvère Maes, 6eme l'Allemand Erich Bautz  tous même temps. l'Italien Gino Bartali chute dans le torrent " le couleau " après Embrun. Très mal en point, il repart tout de même et arrive 33eme avec 9 minutes 29 secondes de retard, c'est aussi le temps du Belge Eddy Vissers 30eme. Au classement général Bartali sauve son maillot jaune pour 2 minutes 5 secondes devant Bautz, 3eme Amberg à 5 minutes 17 secondes.
- 9 juillet : le Français Roger Lapébie gagne la 9eme étape du Tour de France Briançon-Digne qui emprunte les cols de l'Izoard, de Vars et d'Allos, 2eme le Belge Félicien Vervaecke à 2 minutes 47 secondes, 3eme le Français Pierre Gallien même temps, 4eme le Belge Jules Lowie à 3 minutes 16 secondes, 5eme l'Italien Mario Vicini à 3 minutes 28 secondes, 8eme le Belge Sylvère Maes même temps, 13eme le Suisse Léo Amberg à 17 minutes 27 secondes. L'Italien Gino Bartali après un long chemin de croix termine 16eme à 22 minutes 23 secondes, l'Allemand Erich Bautz finit 20eme à 28 minutes 59 secondes. Au classement général Sylvère Maes prend le maillot jaune avec 35 secondes d'avance sur Vicini, 3eme Lapébie (qui revient du fin fond du classement général) à 1 minute 22 secondes. Il y a repos le 10 juillet.
- 11 juillet : le Belge Félicien Vervaecke gagne détaché la 10eme étape du Tour de France Digne-Nice qui emprunte le col des Leques puis après un premier passage à Nice les cols de Braus, de Castillon et la Turbie (la boucle de Sospel), 2eme l'Italien Bruno Carini à 36 secondes, 3eme l'Espagnol Fererico Ezquerra, 4eme l'Italien Gino Bartali à 1 minute 46 secondes, 5eme l'Italien Mario Vicini, 6eme le Français Roger Lapébie, 12eme le Belge Sylvère Maes tous même temps. Au classement général : 1er Maes, 2eme Vicini à 35 secondes, 3eme Lapébie à 1 minute 22 secondes. Bartali s'il récupère de sa chute peut encore espérer car il est 6eme à 10 minutes 20 secondes. Il y a repos le 12 juillet.
- 13 juillet : le Belge Eloi Meulenberg gagne au sprint la 1re demi-étape de la 11eme étape du Tour de France Nice-Toulon, 2eme le Belge Gustaaf Deloor, 3eme l'Allemand Heinz Wengler même temps. D'autres coureurs sont intercalés et le Belge Gustave Danneels 8eme à 1 minutes 51 secondes remporte le sprint du peloton. L'Italien Gino Bartali termine 54eme à 3 minutes 34 secondes, son retard au classement général s'élève à 12 minutes 3 secondes, pas de changement pour le trio de tête du classement général.
- La 2eme demi-étape contre la montre par équipe Toulon-Marseille, qui s'achève sur le nouveau stade vélodrome, est remportée par le Belge Gustave Danneels 1er sur la ligne d'arrivée puisque l'équipe de Belgique devance de 1 minute 31 secondes la France 2eme (en fait, ce temps a été établi par Roger Lapébie qui a lâché ses équipiers qui n'ont pu le suivre), de 4 minutes 24 secondes l'équipe associant l'Allemagne et l'Espagne 3eme, de 4 minutes 39 secondes l'Italie 4eme et de 5 minutes 13 secondes l'équipe d'individuels dont fait partie l'Italien Mario Vicini (qui quitte le podium). Au classement général, Maes devance le Français Roger Lapébie de 2 minutes 53 secondes, 3eme le Belge Albertin Disseaux à 5 minutes 17 secondes. Henri Desgranges, directeur du Tour de France, décide de supprimer les étapes contre la montre par équipes qui étaient encore prévues. Des voix s'élèvent pour dénoncer un changement de règles en plein milieu de l'épreuve pour pallier les faiblesses affichées par l'équipe de France durant l'étape du jour.
- 14 juillet : la 1re demi-étape de la 12eme étape du Tour de France Marseille-Nimes est remportée, au sprint devant un groupe de 6 coureurs, par le Français Alphonse Antoine, 2eme le Français Sylvain Marcaillou, 3eme le Néerlandais Anton Van schendel, le sprint du peloton est remporté par l'Allemand Erich Bautz 7eme à 9 minutes 33 secondes. L'italien Gino Bartali abandonne. Pas de changement en tête du classement général.
- La 2eme demi-étape Nimes-Montpellier est remportée au sprint par le Suisse René Pedroli, 2eme l'Allemand Heinz Wengler, 3eme l'Espagnol Mariano Canardo puis tout le peloton. Le Belge Sylvère Maes à cause d'une crevaison termine 28eme à 35 secondes. Au classement général 1er Maes, 2eme le Français Roger Lapébie à 2 minutes 18 secondes, 3eme l'Italien Mario Vicini à 5 minutes 13 secondes.
- 15 juillet : la 1redemi-étape de la 13eme étape du Tour de France Montpellier-Narbonne est remportée en solitaire par l'Italien Francesco Camusso, 2eme à 8 minutes 7 secondes le Belge Eloi Meulenberg qui gagne le sprint du peloton, 3eme le Belge Gustave Danneels. Pas de changement en tête du classement général.
- La 2eme demi-étape Narbonne-Perpignan est remportée, au sprint devant ses compagnons d'échappée, par le Belge Eloi Meulenberg, 2eme le Français Paul Choque, 3eme l'Allemand Heinz Wengler, puis d'autres coureurs intercalés. Le Belge Gustave Danneels 9eme à 53 secondes remporte le sprint du peloton. Pas de changement en tête du classement général. Il y a repos le 16 juillet.
- 17 juillet : la 1re demi-étape de la 14eme étape du Tour de France Perpignan-Bourg Madame qui emprunte la côte de Montlouis est remportée au sprint par le Belge Eloi Meulenberg, 2eme le Français Jean Fréchaut, 3eme l'Italien Mario Vicini puis tout le peloton. Pas de changement en tête du classement général.
- La 2eme demi-étape Bourg Madame-Ax les Thermes qui emprunte le col du Puymorens est remportée au sprint par l'Espagnol Mariano Canardo, 2eme le Français Sylvain Marcaillou, 3eme le Français Victor Cosson puis tout le peloton. Pas de changement en tête du classement général.
- La 3eme demi-étape Ax les Thermes-Luchon qui emprunte les cols de Port de Portet d'Aspet et des Ares est remportée au sprint par le Belge Eloi Meulenberg, 2eme le Belge Gustaaf Deloor, 3eme le Français Jean Fréchaut puis tout le peloton. Pas de changement en tête du classement général. Il y a repos le 18 juillet.
- 19 juillet : l'Espagnol Julian Berrendero gagne détaché la 15eme étape du Tour de France Luchon-Pau qui emprunte les cols de Peyresourde, d'Aspin, du Tourmalet et d'Aubisque, 2eme le Français Roger Lapébie à 49 secondes, 3e le Français Jean Fréchaut, 4e l'Italien Mario Vicini, 7e le Belge Sylvère Maes tous même temps. À la suite des poussettes dont il a bénéficié, Lapébie écope d'une pénalité de 1 minute 30 secondes. Les Belges protestent devant la légèreté de la sanction. Au classement général, 1er Maes, 2e Lapébie à 3 minutes 3 secondes, 3e Vicini à 4 minutes 57 secondes. Il y a repos le 20 juillet.
- 21 juillet : le Français Paul Chocque gagne détaché la 16e étape du Tour de France Pau-Bordeaux, 2e le Français Roger Lapébie à 7 secondes, 3eme l'Allemand Heinz Wengler puis tout le peloton à l'exception du Belge Sylvère Maes qui à la suite d'une crevaison à 35 km de l'arrivée termine 26e à 1 minute 38 secondes. Maes reçoit une pénalité en plus de 15 secondes pour avoir été dépanné par le Belge Gustaaf Deloor qui est un individuel et n'appartient pas à l'équipe de Belgique. Maes crie au complot car de plus le passage à niveau de Marcheprime a été baissé (y avait-il un train ou non qui passait ? cela n'est pas établi), stoppant Maes dans sa chasse après Lapébie. Au classement général, 1er Maes, 2e Lapébie à 25 secondes, 3e l'Italien Mario Vicini à 3 minutes 4 secondes. Mais en dépit de ce classement, Maes et toute l'équipe de Belgique quittent la course.
- 22 juillet : la 1re demi-étape de la 17e étape du Tour de France Bordeaux-Royan est remportée par l'Allemand Erich Bautz, 2e le Français Roger Lapébie, 3eme le Belge Adolf Braeckeveldt puis tout le peloton. Au classement général : 1er Lapébie, 2e l'Italien Mario Vicini à 3 minutes 24 secondes, 3e le Suisse Léo Amberg à 23 minutes 5 secondes.
- La 2e demi-étape Royan-Saintes est remportée à égalité par le Belge Adolf Braeckeveldt et l'Allemand Heinz Wengler (la photo finish n'existe pas encore), 3eme le Suisse René Pedroli puis tout le peloton.
- La 3e demi-étape Saintes-La Rochelle est remportée par le Français Roger Lapébie, 2e l'Italien Giuseppe Martano, 3eme le Belge Adolf Braeckeveldt. Au classement général : 1er Lapébie, 2e l'Italien Giuseppe Martano à 4 minutes 54 secondes, 3e le Suisse Léo Amberg à 24 minutes 50 secondes.
- 23 juillet : la 1re demi-étape contre la montre de la 18eme étape du Tour de France La Rochelle-La Roche sur Yon est remportée par le Français Roger Lapébie 1er Français sur la ligne d'arrivée puisque l'équipe de France devance l'Italie 2eme de 11 secondes et l'Allemagne/Espagne 3eme de 40 secondes. Au classement général : 1er Lapébie, 2eme l'Italien Mario Vicini à 5 minutes 5 secondes, 3eme l'Italien Francesco Camusso à 25 minutes 17 secondes. Le rétablissement de cette étape contre la montre par équipes après leur annulation après l'étape de Marseille renforce l'opinion de ceux qui pensent quelles ont été annulées pour favoriser l'équipe de France. Et que maintenant que l'équipe de Belgique a abandonné, elles sont rétablies puisque les Belges ne sont plus une menace.
- La 2e demi-étape La Roche sur Yon-Rennes est remportée par le Français Paul Chocque, 2e le Français Jean Fréchaut à 6eme, 3eme le Français Henri Puppo qui remporte le sprint du peloton. Pas de changement en tête du classement général.
- 24 juillet : la 1re demi-étape de la 19eme étape du Tour de France Rennes-Vire est remportée en solitaire par le Français Raymond Passat, 2e l'Italien Giuseppe Martano à 11 minutes 55 secondes, 3e le Belge Adolf Braeckeveldt puis tout le peloton. Au classement général après une pénalité de 2 minutes infligée à l'Italien Mario Vicini : 1er le Français Roger Lapébie, 2eme Vicini à 7 minutes 5 secondes, 3eme l'Italien Francesco Camusso à 25 minutes 17 secondes. La pénalité sanctionne une aide faite par un Italien de l'équipe Nationale à Vicini, au motif que Vicini est un individuel et n'appartient pas à l'équipe d'Italie. Pourtant Vicini a couru le dernier contre la montre par équipe avec l'équipe d'Italie.
- La 2e demi-étape contre la montre individuel Vire-Caen est remportée par le Suisse Léo Amberg, 2eme l'Allemand Erich Bautz à 2 minutes 29 secondes, 3eme l'Italien Giuseppe Martano Même temps, 4eme le Français Roger Lapébie à 3 minutes 10 secondes, 5eme le Belge Eddy Vissers même temps, 6eme l'Italien Mario Vicini à 3 minutes 22 secondes, 14eme l'Italien Francesco Camusso à 4 minutes 56 secondes. Au classement général : 1er Lapébie, 2e Vicini à 7 minutes 17 secondes, 3e Amberg à 26 minutes 13 secondes.
- 25 juillet : le Belge Eddy Vissers (individuel) gagne au sprint la 20e étape du Tour de France Caen-Paris, 2eme le Français Henri Puppo, 3eme le Français Sauveur Decazeaux puis tout le peloton. Le Français Roger Lapébie remporte le Tour de France, 2e l'Italien Mario Vicini à 7 minutes 17 secondes, 3e le Suisse Léo Amberg à 26 minutes 13 secondes. Bien qu'ayant abandonné à Bordeaux, le Belge Félicien Vervaecke remporte le Grand Prix de la montagne (les nombres de points étant fixés à la sortie des Pyrénées). Cela ne sera plus possible dans le futur et il faudra terminer le Tour pour glaner le Grand Prix de la montagne. Dans cette hypothèse c'est Vicini qui remportait le Grand Prix de la montagne.
- 25 juillet : le Belge François Adam gagne Bruxelles-Verviers. Ensuite l'épreuve entre en sommeil jusqu'en 1962.
- 27 juillet : le Belge Sylvain Grysolle gagne le Grand Prix de l'Escaut.
- 27 juillet : l'Italien Renato Scorticati gagne le Trophée Moschini.

### Août
- 7 août : le Suisse Karl Litschi gagne le Tour de Suisse.
- 22 août : le Belge Sylvain Grysolle gagne le Grand Prix de Zottegem.
- 22 août : l'Italien Osvaldo Bailo gagne le Tour de Romagne.
- 21-29 août Championnat du monde de cyclisme sur piste au Vélodrome d'Ordrup à Copenhague (Danemark). Le Belge Jef Scherens est champion du monde de vitesse professionnelle pour la sixième fois d'affilée. Le Néerlandais Jef van de Vijver est champion du monde de vitesse amateur.
- 23 août : à Copenhague (Danemark) le Belge Éloi Meulenberg devient champion du monde sur route des professionnels. Il devance l'Allemand Emil Kijewski médaille d'argent et le Suisse Paul Egli médaille de bronze. L'Italien Adolfo Leoni est champion du monde des amateurs.
- 29 août : l'Italien Cino Cinelli gagne le Tour des Apennins.
- 29 août : l'Italien Gino Sciardis gagne le Circuit de l'Indre.
- 30 août :le Belge Frans Bonduel gagne la Coupe Sels pour la deuxième fois.

### Septembre
- 1er septembre : le Français Jean Marie Goasmat gagne le Grand Prix de Plouay.
- 12 septembre : le Français Pierre Cogan gagne le Grand Prix des Nations.
- 12 septembre : le Français Gabriel Dubois gagne le Grand Prix de Fourmies.
- 16 septembre : le Belge Marcel Claeys gagne le Championnat des Flandres.
- 18 septembre : le Français Maurice Archambaud gagne le Grand Prix de Genève.
- 19 septembre : l'Italien Francesco Albani gagne le Trophée Bernocchi.
- 26 septembre : l'Italien Gino Bartali gagne le Tour du Latium qui porte cette année-là le nom de Grand Prix Litoria. Comme l'épreuve a été désignée comme championnat d'Italie sur route, en conséquence Gino Bartali devient champion d'Italie sur route pour la deuxième fois.  L'épreuve ne sera pas disputée en 1938 et reprendra en 1939.
- 29 septembre : sur le vélodrome Vigorelli à Milan, le Néerlandais Frans Slaats bat le Record du monde de l'heure en parcourant 45,558 km.

### Octobre
10 octobre : l'Italien Gino Bartali gagne le Tour du Piémont.
12 octobre : le Belge Karel Kaers gagne le Grand Prix de clôture.
23 octobre : l'Italien Aldo Bini gagne le Tour de Lombardie.

### Novembre
- 3 novembre : sur le Vélodrome Vigorelli à Milan, le Français Maurice Archambaud bat le record du monde de l'heure en parcourant 45,840 km.
- 7 novembre : l'Italien Pietro Rimoldi gagne Gênes-Nice pour la deuxième année d'affilée.
- cette année le championnat d'Allemagne sur route se dispute aux points sur plusieurs épreuves, l'Allemand Erich Bautz devient champion d'Allemagne sur route. (MERCI DE RENSEIGNER SUR LE NOM DES EPREUVES ET LEURS DATES)

## Principales naissances
- 1er janvier : Barry Waddell, cycliste australien.
- 2 janvier : Imerio Massignan, cycliste italien.
- 6 janvier : Luigi Arienti, cycliste italien.
- 29 janvier : Arnold Belgardt, cycliste soviétique.
- 4 février : Galina Ermolaeva, cycliste soviétique.
- 12 février : Anatole Novak, cycliste français.
- 18 février : Egon Adler, cycliste allemand.
- 18 mars : Rudi Altig, cycliste allemand.
- 22 mars :
  - Alexeï Petrov, cycliste soviétique († mars 2009)
  - Georges Groussard, cycliste français
- 1er avril : Youri Melikhov, cycliste soviétique
- 26 mai : Livio Trapè, cycliste italien.
- 30 juin : Gainan Saidschushin, cycliste soviétique.
- 4 juillet : Frans Aerenhouts, cycliste belge.
- 5 juillet :
  - Jo de Roo, cycliste belge.
  - Jan Kudra, cycliste polonais.
- 22 juillet : Jean-Claude Lebaube, cycliste français († 2 mai 1977)
- 4 août : Yvonne Reynders, cycliste belge.
- 9 août : Renato Longo, cycliste italien.
- 11 août : Dieter Kemper, cycliste allemand
- 28 août : Tony Marchant, cycliste australien
- 15 septembre : Viktor Romanov, cycliste soviétique
- 29 septembre : Antonio Bailetti, cycliste italien.
- 14 octobre : Leonid Kolumbet, cycliste soviétique.
- 25 octobre : Vendramino Bariviera, cycliste italien. († 23 novembre 2001)
- 14 novembre : Vittorio Adorni, cycliste italien
- 20 novembre : Bruno Mealli, cycliste italien.
- 30 novembre : Tom Simpson, cycliste britannique († 13 juillet 1967)
- 14 décembre : Frans De Mulder, cycliste belge († 5 mars 2001)
- 18 décembre : Henri Duez, cycliste français († 6 mars 2025)
- 31 décembre : Francisco Gabica, cycliste espagnol († 7 juillet 2014)

## Principaux décès
- 20 mars : André Raynaud, cycliste français (° 10 novembre 1904)
- 10 mai : Wilhelm Henie, cycliste norvégien (° 7 septembre 1872)